# Salomon Ben Adret
Salomon Ben Adret, (vzdevek Rašba) judovski rabin in kabalist, * 1235, † 1310.
40 let je bil vodja španske judovske skupnosti. V svojih responsah pojasnjuje težje razumljive odlomke Stare zaveze, osnove judovske vere in filozofije, zato so zelo dragocen kulturni in zgodovinski dokument te dobe. V kabali je nasprotoval mističnim ekscesom in mesijanskim težnjam.